# Хеллер, Джозеф (зоолог)
Джозеф (Йосеф) Александр Хеллер (родился 10 апреля 1941 года в Сиднее, Австралия) — израильский зоолог-малаколог. Почётный профессор кафедры экологии, эволюции и поведения израильского научно-исследовательского института, факультета естественных наук Еврейского университета в Иерусалиме.

## Биография
Джозеф (Йосеф) Александр Хеллер репатриировался в Израиль в 1949 году. Имеет степень бакалавра в области естественных наук; зоологии и микробиологии в 1965 году, магистра зоологии в 1968 году и кандидата наук  в 1972 году в Еврейском университете в Иерусалиме. Тема его диссертации — «Исследования по систематике распространения и экологии лайновых булиминов в Израиле».
Является почётным научным сотрудником университетов Кейптауна, Бристоля, Ливерпуля и Государственного университета Стоуни-Брука (штат Нью-Йорк). Опубликовал 4 книги и более 100 статей. Тематика его научных исследований затрагивает вопросы возникновения улиток и морских моллюсков на территории Израиля.
Джозеф (Йосеф) Александр Хеллер является почётным членом зоологической ассоциации исследователей фауны Израиля. Кардинальные исследования касаются таксономии, биогеографии и репродуктивной биологии брюхоногих моллюсков Израиля и т.д. Предметом особого внимания является фауна — описание новых видов, распространение, факторы формирования устойчивости к жаре и засухе, спаривание и размножение, динамика популяций, воздействие последствий лесных пожаров  на фауну, влияние хищников на эволюцию животного мира и разработка методов сохранения природных ценностей Израиля. Результаты исследований  Джозефа (Йосефа) Александра Хеллера — в разработке новой биогеографической методологии для моделирования реакции фауны на климатические градиенты, а также развитие и определение приоритетов для планирования стратегий сохранения фаун наземных беспозвоночных.

## Академическая деятельность
С 1979 года Хеллер был назначен научным куратором Национальной коллекции музея естественной истории моллюсков Еврейского университета в Иерусалиме и занимает эту должность до настоящего времени. Участвует в Комитете по иврито-терминологии в области зоологии и биологии в Академии изучения иврита, является членом Комитета по фауне Израильской академии наук и гуманитарных наук. Как учёный с огромным опытом и стажем, Хеллер был главным редактором журнала «Israel Journal of Zoology» в 1989-1990 годах. Во время своей карьеры в Еврейском университете в Иерусалиме Хеллер был избран Главой управления зоологических исследований. В 2009 году вышел в отставку и продолжает совмещать исследовательскую деятельность с преподавательской.
Женат, имеет двоих детей.

## Рекомендации
- Merhav.nli.org.il. 1994-11-06. Retrieved 2013-06-18.
- "Joseph Heller". Academic Research, Microsoft.com. Retrieved 2013-06-18.
- "Researcher Curriculum Vitea Hebrew University Jerusalem". Retrieved 2013-06-18.
- האוניברסיטה העברית בירושלים - התוכנית ללימודי הסביבה (in Hebrew). Retrieved 2013-06-18.
- "National Collections Natural History". Retrieved 2013-06-14.